# Kanavasaari (ö i Norra Savolax, Varkaus, lat 62,58, long 28,51)
Kanavasaari är en ö i Finland. Den ligger i sjön Varisvesi och i kommunen Leppävirta i den ekonomiska regionen  Varkaus ekonomiska region  och landskapet Norra Savolax, i den sydöstra delen av landet, 300 km nordost om huvudstaden Helsingfors. Öns area är 2,1 hektar och dess största längd är 290 meter i öst-västlig riktning.